# رویال آروبان ایرلاینز
رویال آروبان ایرلاینز (به انگلیسی: Royal Aruban Airlines) یک شرکت هواپیمایی با کد یاتا V5 است.
دفتر مرکزی رویال آروبان ایرلاینز در اورنجستاد واقع شده‌است.